# Саїманга пурпурова
Саїманга пурпурова (Anthreptes orientalis) — вид горобцеподібних птахів родини нектаркових (Nectariniidae). Мешкає в Східній Африці.

## Поширення і екологія
Пурпурові саїманги мешкають в Ефіопії, Кенії, Танзанії, Сомалі, Уганді, Джибуті і Південному Судані. Вони живуть в саванах, сухих тропічних лісах, високогірним і прибережним чагарниковим заростям.